# 浛光县
浛光县，古县名。北宋开宝五年（972年），因浛洭县犯宋太祖赵匡胤名讳，避讳而改为此名，治所在今广东省英德市西北浛洸，属连州。六年改属英州。元朝时废。 